# Gentiana dahurica
Gentiana dahurica là một loài thực vật có hoa trong họ Long đởm. Loài này được Fisch. mô tả khoa học đầu tiên năm 1812.